# 逆走♡アイドル
「逆走♡アイドル」（ぎゃくそうアイドル）は、初代・恵比寿マスカッツ8枚目のシングル。

## 概要
- それぞれカップリング曲と付属DVDの内容の違う、初回限定3形態とCDのみの通常盤の4形態でのリリース。
- 11月21日に「逆走♡アイドル」の別バージョンのプローモーションビデオ、メイキング映像が収録されたDVDが発売された。
- 吉沢明歩がセンターポジションを務める。
- オリコンウイークリーチャートでは過去最高の7位を記録した。初動の推定売上も12,184枚と過去最高を記録した。

## 収録曲

### 初回限定盤A
1. 逆走♡アイドル［4:29］
2. あいうえおナイト［3:35］
3. 逆走♡アイドル（オリジナルカラオケ）［4:28］
4. あいうえおナイト（オリジナルカラオケ）［3:33］

- DVD
  - 逆走♡アイドル（PV）

### 初回限定盤B
1. 逆走♡アイドル
2. ナイチンゲール［3:26］
3. 逆走♡アイドル（オリジナルカラオケ）
4. ナイチンゲール（オリジナルカラオケ）［3:23］

- DVD
  - ナイチンゲール（PV）

### 初回限定盤C
1. 逆走♡アイドル
2. 冬リン＊モンロー［4:45］
3. 逆走♡アイドル（オリジナルカラオケ）
4. 冬リン＊モンロー（オリジナルカラオケ）［4:43］

- DVD
  - 冬リン＊モンロー（PV）

### 通常盤
1. 逆走♡アイドル
2. 冬リン＊モンロー
3. 逆走♡アイドル（オリジナルカラオケ）
4. 冬リン＊モンロー（オリジナルカラオケ）

→未収録：お注射日記 カモン!副社長 、公私混同